# Zatoka Caseya
Zatoka Caseya (ang. Casey Bay) – zatoka Oceanu Południowego, położona wzdłuż wybrzeży Ziemi Enderby. Została nazwana na cześć australijskiego polityka Richarda Caseya.